# Aelia Eudoxia
Aelia Eudoxia (380 körül  – 404. október 6.) Flavius Arcadius keletrómai (bizánci) császár befolyásos és a híradások szerint szépséges felesége, a frank Bauto, Gratianus császár hadvezérének gyermeke volt.
Ifjúkoráról keveset tudunk. Apja 388-ban halt meg, és Eudoxiáról legelőször Promotus, a keleti részekért felelős magister militum (386–391) kapcsán hallunk először, majd halála (392) után Promotus gyermekeivel együtt Theodosius császár fiai, Arcadius és Honorius környezetébe került. Neveltetéséről csak annyit tudunk, hogy Pansophius, Nicomedia későbbi püspöke is tanította.
395. április 27-én, alig három hónappal a Nagy Theodosius halála és a Római Birodalom felosztása után feltehetően az annak idején Promotust megbuktató Rufinus ellen áskálódó Eutropius miniszter manőverezése hatására Eudoxia Arcadiushoz ment feleségül, akire óriási befolyást gyakorolt. 396-tól kezdve a császárné hétszer esett teherbe, és öt gyermeke – Flacilla (397. június 17.), Pulcheria (399. január 19.), Arcadia (400. április 3.), Theodosius (401. április 10.) és Marina (403. február 10.) – érte meg a felnőttkort.
Nem tudni, hogy Eudoxia pontosan milyen szerepet töltött be a konstantinápolyi császári udvarban, de valószínűleg kapcsolatba hozható vele Gainas gót parancsnok puccskísérlete és Eutropius lemondatása (399). Az viszont tény, hogy 400. január 9-én Augusta, azaz császárnő lett. Ezután viselhette a császári bíbor öltözéket (paludamentum) és a diadémot, illetve arcképével díszített pénzt is vertek. Sőt, arcképét is körbehordozták a birodalmon, mintha valódi uralkodó lett volna, és emiatt sógora, Honorius rosszallását fejezte ki. Konkrétan megfogalmazott hatalma Eudoxiának nem volt, törvényeket sem hozhatott férje nélkül. 403-ban felállították szobrát Konstantinápolyban. Szelümbria városát férje róla nevezte el Eudixopolisznak, ám a név nem maradt fenn.
Támogatta az ariánusok elleni megmozdulásokat, és nagy szerepe volt az udvar – sőt egyenesen a császárné – fényűzését bíráló Aranyszájú Szent János konstantinápolyi pátriárka száműzetésében. Nem kis mértékben emiatt Eudoxia megítélése általában negatív volt. A bizánci udvarban feltehetően barbár származása miatt nem kedvelték, emellett kapzsinak, akaratosnak és gyűlölködőnek tartották. Terjesztették, hogy a trónörökös, a későbbi II. Theodosius nem is Arcadiustól, hanem a császárnő egyik udvaroncától származott.
Halálának dátuma Honorius hatodik consuli éve, azaz 404 (Theophanész szerint 406) volt. Koraszülés következtében hunyt el.